# Stachylinoides arctata
Stachylinoides arctata — вид грибів, що належить до монотипового роду Stachylinoides.